# Rózsa Huba
Rózsa Huba (Budapest, 1939. május 30. – Budapest, 2023. október 1.) római katolikus pap, pápai prelátus, pápai protonotárius, teológus, Széchenyi-díjas egyetemi tanár, a Pázmány Péter Katolikus Egyetem volt professor emeritusa.

## Élete
1964. június 19-én szentelték pappá, majd a Székesfehérvári egyházmegye több plébániáján is szolgált. Káplán Törökbálinton 1964–1967-ben, 1967–1968 között a püspöki szertartó volt Shvoy Lajos székesfehérvári megyés püspök mellett. 1968–1969-ben kisegítő lelkipásztor Albertfalván, majd teológiai tanár az esztergomi szemináriumban 1969–1972 és 1975–1977 között. 
1972–1975 között Rómában a Biblikus Intézetben tanulmányi szabadsága keretében bibliatudományi tanulmányokat folytat. 1978-tól – esztergomi teológiai tanárságát követően – a Pázmány Péter Katolikus Egyetem Hittudományi Karának (akkor: Hittudományi Akadémia) nyilvános rendes tanára lett. 1986-1988 között, majd 1998–2000 között a Hittudományi Kar dékánja, 1988–1990 között prodékán. Mindeközben kisegítő lelkipásztor Csepel–Belváros plébániáján 1977-től. 1991-ben kap pápai prelátusi fokozatot.

## Életműve, tudományos munkássága
Rózsa Huba a magyarországi katolikus bibliatudomány egyik vezető szakembere volt. Kutatási területe az ószövetségi bibliatudomány, azon belül is főképp a Pentateuchus – az Ószövetség első öt könyvének, Mózes könyveinek – a kialakulás-, irodalom- és hagyománytörténete. Ezekben a témákban számos publikációja, könyve jelent meg széles kultúrtörténeti kitekintéssel és a természettudomány eredményeinek felhasználásával. 
A bibliatudomány területén végzett tudományos munkásságáért 1998-ban Scheiber Sándor-díjjal, 2000-ben pedig Stephanus-díjjal tüntették ki. 2015-ben a teológia területén elért kiemelkedő tudományos eredményei, valamint a Szentírás javított szövegű kiadása érdekében végzett magas színvonalú és odaadó munkája elismeréseként Széchenyi-díjat adományoztak neki.

## Művei
- Liptay György–Rózsa Huba: Krisztus Jézus született. Gyermekségevangélium Lukács és Máté szerint; Szt. István Társulat, Bp., 1978
- Rózsa Huba–Gál Ferenc: Jézus kereszthalála és feltámadása; Szt. István Társulat, Bp., 1982
- Az Ószövetség keletkezése. Bevezetés az Ószövetség könyveinek irodalom- és hagyománytörténetébe; Szt. István Társulat, Bp., 1986
- Ószövetségi bevezető; Pázmány Péter Római Katolikus Hittudományi Akadémia Levelező Tagozat, Bp., 1991
- Ószövetségi bevezető; 2. kieg. kiad.; Pázmány Péter Római Katolikus Egyetem Hittudományi Kar Levelező Tagozat, Bp., 1993
- Bevezetés Krisztus misztériumába; összeáll. Rózsa Huba; Veszprémi Egyetem, Veszprém, 1994
- Mi a Biblia? Bevezetés a Biblia ismeretébe; Jel, Bp., 1995 (A Biblia világa)
- Az Ószövetség keletkezése. Bevezetés az Ószövetség könyveinek irodalom- és hagyománytörténetébe; 2. átdolg. kiad.; Szt. István Társulat, Bp., 1995
- Kezdetkor teremtette Isten. A bibliai őstörténet magyarázata, Ter 1-11; Jel, Bp., 1997 (A Biblia világa)
- Mi a Biblia? Bevezetés a Biblia ismeretébe; 2. átdolg. kiad.; Jel, Bp., 1997 (A Biblia világa)
- Az Ószövetség keletkezése. Bevezetés az Ószövetség könyveinek irodalom- és hagyománytörténetébe 1-2.; 3. átdolg. és függelékkel kieg. kiad.; Szt. István Társulat, Bp., 1999-2002
- Bevezetés Krisztus misztériumába; összeáll. Rózsa Huba; VEK, Veszprém, 2000
- Üdvösségközvetítők az Ószövetségben; Szt. István Társulat, Bp., 2001
- A Genesis könyve; Szt. István Társulat, Bp., 2002
- Mi a Biblia? Bevezetés a Biblia ismeretébe; 3. jav. kiad.; Jel, Bp., 2004 (A Biblia világa)
- A világ és az emberiség eredete a Bibliában. A Ter. 1-11. magyarázata; jav. kiad.; Jel, Bp., 2004 (A Biblia világa)
- Biblia. Ószövetségi és Újszövetségi Szentírás; Gál Ferenc [et al.] fordításának jav. szövege, sajtó alá rend. Rózsa Huba; Szt. István Társulat, Bp., 2005
- A Biblia szerepe az európai és a keresztény kultúrában; Szt. István Társulat, Bp., 2005 (Haza a magasban)
- Üdvösségközvetítők az Ószövetségben; 2. jav. kiad.; Szt. István Társulat, Bp., 2005
- Újszövetségi Szentírás. Gál Ferenc és Kosztolányi István fordításának javított szövege új bevezetőkkel és jegyzetekkel; sajtó alá rend. Rózsa Huba; Szt. István Társulat, Bp., 2006
- Őstörténet. A világ keletkezése és az emberiség eredete a Biblia szerint; Szt. István Társulat, Bp., 2008
- Úton a Mesterrel. Magyarázatok a "C" egyházi év evangéliumaihoz; Szt. István Társulat, Bp., 2009
- Isten a kezdet és a vég. Válogatott tanulmányok; Szt. István Társulat, Bp., 2010
- Ószövetségi bevezető; Szt. István Társulat, Bp., 2010
- Úton a Mesterrel. Magyarázatok az "A" liturgikus év evangéliumaihoz; Szt. István Társulat, Bp., 2010
- Úton a Mesterrel. Magyarázatok a "B" liturgikus év evangéliumaihoz; Szt. István Társulat, Bp., 2011
- Ószövetségi bevezető; 3. jav., bőv. kiad.; Szt. István Társulat, Bp., 2012
- Ószövetségi bevezető; 4. jav., bőv. kiad. Szt. István Társulat, Bp., 2012
- Isten az Üdvözítő. Ószövetségi tanulmányok; Szt. István Társulat, Bp., 2014
- Mi a Biblia? Bevezetés a Biblia ismeretébe; Szt. István Társulat, Bp., 2014
- A világ és az emberiség eredete a Bibliában. A Ter. 1-11 magyarázata; Szt. István Társulat, Bp., 2015
- Világvége a bibliai hagyományban; Szt. István Társulat, Bp., 2015
- Bevezetés az Ószövetség könyveibe. Bevezetés az Ószövetség könyveinek irodalom- és hagyománytörténetébe; Szt. István Társulat, Bp., 2016 (Szent István kézikönyvek)
- Ószövetségi exegézis. A pátriárkák története; Szt. István Társulat, Bp., 2016
- Úton a Beteljesedéshez. Magyarázatok az "A" liturgikus év olvasmányaihoz; Szt. István Társulat, Bp., 2016
- XVI. Benedek pápa tanítása Jézusról; Szt. István Társulat, Bp., 2017
- Izrael története; PPKE Hittudományi Kar Ószövetségi Szentírástudományi Tanszék; Bp., 2017
- Élet, halál, élet a halál után az Ó- és Újszövetség bibliai hagyományában; Szt. István Társulat, Bp., 2018
- Úton a Beteljesedéshez. Magyarázatok a "C" liturgikus év olvasmányaihoz; Szt. István Társulat, Bp., 2018
- Krisztus az egyházban. Magyarázatok az "A" liturgikus év szentleckéihez; Szt. István Társulat, Bp., 2019